# Oteckovia
Oteckovia (Los papás, en español) es una serie de televisión eslovaca, emitida por TV Markíza. Estrenada el 1 de enero de 2018, se trata de una adaptación de la telenovela argentina Señores Papis.

## Elenco
- Vladimír Kobielsky - Marek Bobula[4]
- Filip Tůma - Vladimír "Vlado" Bielik[5]
- Marek Fašiang - Tomáš Oravec[6]
- Branislav Deák - Alexander "Alex" Becker[7]
- Ján Koleník - Adam Mak, hermano menor de Tamara
- Karina Quayumová - Nina Bobulová[8]
- Izabela Gavorníková - Viktória "Viki" Bobulová[9]
- Patrik - Marek "Mareček", el bebé de Marek y Petra[10]
- Oliver Oswald - Lukáš "Luky" Bielik[11]
- Jakub Horák - Filip "Fifo" Bielik[12]
- Maroš Banas - Jakub "Kubko" Bielik[13]
- Tobias Král - Maximilián "Max" Alexander Drobný[14]
- Laura Gavaldová - Júlia "Julka" Oravcová[15]
- Mária Havranová - Linda Macková[16]
- Monika Hilmerová - Lucia Bieliková[17]
- Zuzana Mauréry - Tamara Bobulová, de soltera Maková[18]
- Natália Puklušová - Petra Horvátová[19]
- Zuzana Porubjaková - Simča, camarera[20]
- Jana Kovalčíková - Ema Horvátová[21]
- Marián Mitaš - Jaro Szabó[22]
- Eva Pavlíková - Marika Vágnerová, abuela de Julka y suegra de Tomáš
- Dominika Kavaschová - Silvia "Sisa" Drobná, madre de Max
- Soňa Ulická - bisabuela de Max
- Richard Stanke - Igor Veselovský, jefe de Lucia
- Marián Miezga - Juraj "Topo" Šípka, novio de Lucia
- Anna Sakmárová - Andrejka
- Edyn - Edyn, youtubero
- Oľga Solárová - Eva Macková, madre de Linda
- Ladislav Konrád - Ladislav "Laco" Macko, padre de Linda
- Roman Poláčik - Ondrej "Ondro" Podzámsky, novio de Ema
- Roman Fratrič - jefe de Marek
- Jaroslav Mendel - Ján Virgovič
- Alena Pajtinková - Ivica Smratlová, policía
- Tomáš Horváth - David Laber, policía
- Judita Hansman - Jakubcová, asistente social
- Zuzana Kraváriková - Dorota "Dorka" Šípková
- Richard Autner - Michal Letko, exnovio de Linda
- Kristína Turjanová Vaculík - Zuzana Hlavatá
- Juraj Zetyák - señor Eľko, el cliente de Alex
- (Alena Oravcová, madre de Julka, fallecida)

## Versiones
- Señores papis (2014) versión original argentina, realizada por Telefe  y protagonizada por Luciano Castro, Joaquín Furriel, Luciano Cáceres y Peto Menahem.
- Señores papis (2016) segunda adaptación, producida en Chile por Mega y protagonizada por Jorge Zabaleta, Francisco Melo, Simón Pesutic, María Gracia Omegna, Francisca Imboden y Francisca Walker.
- Muy padres (2017), producida en México por Imagen Televisión, es protagonizada por Víctor González, Mario Morán y Héctor Suárez Gomís.
- Señores Papis  (2019) producida en Perú por América Televisión, protagonizada por Aldo Miyashiro, Rodrigo Sánchez Patiño y André Silva.